# Relinde
Relinde, née au VIIIe siècle, morte vers 750, est une religieuse moniale bénédictine. Abbesse et réformatrice du monastère d'Aldeneyck dans le Brabant, elle est considérée comme sainte par l'Église catholique et par l'Église orthodoxe. Elle est fêtée localement le 6 février et le 12 octobre.

## Biographie
Relinde ou Renilde est la fille du comte Adélard, et la sœur cadette d'Herlinde. Les deux sœurs deviennent toutes les deux moniales et apprennent l'art du textile, où elles excellent.
Leur père leur fait construire un couvent à Maaseik sur la Meuse, dans la Belgique franque. C'est l'abbaye d'Aldeneik. Herlinde en est la première abbesse. Relinde et Herlinde se lient d'amitié avec les évêques et futurs saints Willibrord d'Utrecht et Boniface de Mayence ; ils entretiennent une importante correspondance.
À la mort de sa sœur, Relinde devient abbesse à son tour, sur la demande de l'archevêque de Mayence saint Boniface.

## Postérité
Des broderies confectionnés par Relinde et sa sœur sont conservés à Maaseik. 
Une Vita Harlindis et Relindis est écrite au IXe siècle, entre 855 et 881, sur la vie de Relinde et de sa sœur Herlinde. 
Relinde est considérée comme sainte par l'Église catholique et par l'Église orthodoxe.
Elle est fêtée localement le 6 février, et le 12 octobre avec sa sœur sainte Herlinde.
Plusieurs églises et chapelles leur sont dédiées, surtout dans le Limbourg belge, comme l'église Saintes-Herlinde-et-Relinde à Ellikom, et la chapelle Saintes-Herlinde-et-Relinde à Aldeneik.